# 奧爾卡火山
20°56′0″S 68°29′0″W / 20.93333°S 68.48333°W
奧爾卡火山是南美洲的火山，位於玻利維亞和智利接壤的邊境，屬於安第斯山脈的一部分，海拔高度5,407米，最近一次火山噴發在1867年發生。

## 外部連結
- Population data and map of San Pedro de Quemes Municipality